# 黑田壽男
黑田壽男（日语：／ Kuroda Hisao；1899年4月14日—1986年10月21日），岡山县人。日本的政治家、律师，曾担任眾議院議員，以及数任日中友好協会会長之职。

## 生平
出生于冈山县茑区神奈川村（现冈山市北区）。 高中六年级毕业后，他进入了东京帝国大学法学部。 在校期间，他积极参与新人协会，组建了学生联合会，并成为委员会主席。 获得法律资格后，他在自由律师团支持工人运动和农民运动。 参加了工农党、工农党。 1929 年（昭和 4 年），他组建了东京无产阶级党并成为总书记，并于次年加入了国民群众党。
1964年7月10日在中国和毛泽东会面，其他日本人包括佐佐木更三、細迫兼光等，毛泽东表示：“我曾经跟日本朋友谈过。他们说，很对不起，日本皇军侵略了中国。我说：不！没有你们皇军侵略大半个中国，中国人民就不能团结起来对付你们，中国共产党就夺取不了政权。所以，日本皇军对我们是一个很好的教员，也是你们的教员。”